# Municipio de Ironwood
El municipio de Ironwood (en inglés: Ironwood Township) es un municipio ubicado en el condado de Gogebic en el estado estadounidense de Míchigan. En el año 2010 tenía una población de 2333 habitantes y una densidad poblacional de 4,77 personas por km².

## Geografía
El municipio de Ironwood se encuentra ubicado en las coordenadas 46°34′47″N 90°9′34″O / 46.57972, -90.15944. Según la Oficina del Censo de los Estados Unidos, el municipio tiene una superficie total de 489.32 km², de la cual 454.29 km² corresponden a tierra firme y (7.16%) 35.03 km² es agua.

## Demografía
Según el censo de 2010, había 2333 personas residiendo en el municipio de Ironwood. La densidad de población era de 4,77 hab./km². De los 2333 habitantes, el municipio de Ironwood estaba compuesto por el 97.6% blancos, el 0.21% eran afroamericanos, el 0.56% eran amerindios, el 0.21% eran asiáticos, el 0.04% eran isleños del Pacífico, el 0.09% eran de otras razas y el 1.29% pertenecían a dos o más razas. Del total de la población el 0.86% eran hispanos o latinos de cualquier raza.